# Alfred Louis Kroeber
Alfred L. Kroeber (11. června 1876, Hoboken – 5. října 1960) byl americký antropolog, historik a lingvista.
Narodil se v rodině německých přistěhovalců. Vystudoval angličtinu a literární vědu, aby se dále věnoval antropologii. Doktorát na Columbia University získal v roce 1901 a to pod vedením Franze Boase. Svou disertační práci napsal na základě terénního výzkumu u indiánů kmene Arapaho. Většinu své kariéry strávil v Kalifornii na Kalifornské Univerzitě a v Berkeley, kde působil jako profesor antropologie a zároveň vedl i pozdější Antropologické muzeum Kalifornské Univerzity (dnešní Phoebe A. Hearst Museum of Anthropology). Budova ve které sídlilo vedení katedry antropologie je dnes pojmenována Kroeber Hall.
Přestože je Kroeber znám především jako antropolog, zabýval se také archeologií. Jeho příspěvkem antropologii byl užší vztah mezi archeologii a zkoumáním kultury. Podílel se na vykopávkách v Novém Mexiku, Mexiku a v Peru. Kroeber a jeho studenti prováděli rozsáhlý sběr kulturních dat u západních kmenů amerických Indiánů. Z práce u zanikajících Kalifornských Indiánů vznikla publikace Handbook of Indians of California (1925) (Příručka o kalifornských Indiánech), která je příkladem tzv. „záchranné etnografie“.
Kroeber stál u zrodu paradigmatu konfiguracionismu a konceptů kulturních okruhů a kulturních vzorců, kterými se zabýval především ve své knize Cultural and Natural Areas of Native North America, 1939 (Kulturní a přírodní oblasti domorodé Severní Ameriky). Kulturní vzorce jsou v tomto pojetí základním organizačním principem každé kultury. Zavedl také pojmy kulturní intenzita, což byl způsob dosahování a udržování kulturní úrovně a kulturní klimax jako nejsilněji integrované ohnisko kulturní oblasti. Například Ameriku Kroeber rozdělil na osm oblastí: arktické pobřeží, severozápadní pobřeží, jihozápad, centrální oblast, západ, východ, Mexiko, Střední Amerika.
Společně s Rolandem Dixonem se zabýval klasifikací jazyků původních obyvatel Severní Ameriky. Byl zodpovědný za jazykové skupiny Penutian a Hokan.
Je také znám díky své práci s Ishim, který je považován za posledního kalifornského indiána kmene Yahi. Kroeberova druhá žena, Theodora Kroeber, napsala populární Ishiho biografii, pojmenovanou Ishi in Two Worlds. O vztahu Kroebera a Ishiho také vznikl film The Last of His Tribe (1992).
Dodnes důležitý je sborník Anthropology Today (Současná antropologie), na jehož vzniku se Kroeber podílel.